# ホクリクサンショウウオ
ホクリクサンショウウオ（北陸山椒魚、Hynobius takedai）は、有尾目サンショウウオ科サンショウウオ属に分類される有尾類。

## 分布
日本（石川県かほく市以北の能登半島、富山県）固有種
模式標本の産地（模式産地）は羽咋市（石川県）。

## 形態
オス10.8センチメートル、メス10.1センチメートル。体側面に入る皺（肋条）は左右に12本ずつ。尾は側偏するが、顕著ではなくオスでも鰭状にはならない。
上顎中央部に並ぶ歯の列（鋤骨歯列）はやや切れこみの浅いアルファベットの「U」や「V」字状。四肢はやや短く、胴体に沿って前肢（および指）を後方へ後肢（および趾）を前方に伸ばしても、0.5 - 2肋条分の隙間があり接することは無い。後肢の趾は5本。
卵嚢の表面に入る皺が不明瞭。オスは背面の色彩が黒褐色。メスは背面の色彩が黄褐色で、不明瞭な斑紋が入る。

## 分類
1971年に石川県で発見され、1982年に富山県でも発見された。

## 生態
繁殖地に隣接する広葉樹からなる二次林・スギからなる人工林に生息する。冬季以外も活動すると考えられているが、繁殖期を除いて見られることは少ない。倒木や岩石の下・落ち葉の下などで生活する。標高250m以下の低い山の裾や丘陵に生息する。湧き水や水溜り、雑木林などで繁殖し、そこからあまり移動しない。
食性は動物食で、節足動物、軟体動物、環形動物などを食べる。幼生は節足動物、環形動物などを食べ、共食いも行う。
繁殖様式は卵生。堆積物が多い水中で産卵する。1月下旬から4月上旬に林縁周辺の池や水田の溝・林道の側溝などで、水中の石や落ち葉・木の枝・穴の中などに26 - 148個（平均89個）の卵を1対の卵嚢に包んで産む。卵は3月に孵化する。幼生は6 - 9月に変態し幼体になるが、幼生のまま越冬し翌年の春季に変態する個体もいる。オスは孵化後4 - 6年、メスは孵化後5 - 6年で性成熟したという報告例がある。

## 人間との関係
羽咋市では土砂崩れによる繁殖地の消失、渇水による鳥類による卵の捕食の増加、水質汚染による卵の死滅などが報告されている。七尾市のある繁殖地では側溝に産卵しているがゴミの投棄による水質汚染が懸念され、旧田鶴浜町の繁殖地であった池が整備されたことにより繁殖数が激減しほぼ壊滅している。ペット用の乱獲、人為的に移入されたアメリカザリガニによる幼生の捕食などによる生息数の減少も懸念されている。羽咋市では市の天然記念物に指定され、繁殖池を増設するなどの保護対策が進められている。
絶滅危惧IB類 (EN)（環境省レッドリスト）